# Drangarnir

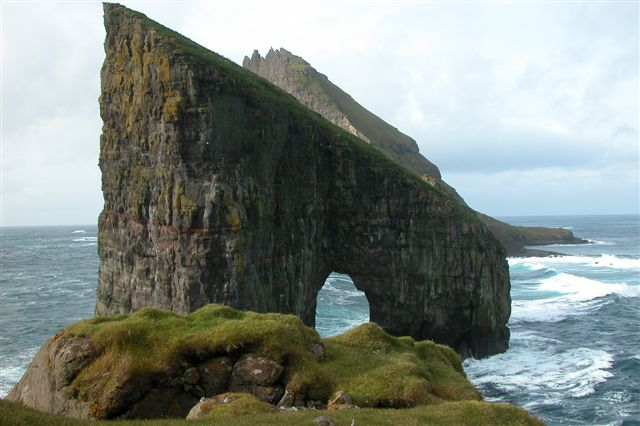
Drangarnir och Tindhólmur sedd ur östlig synvinkel. Lítli Drangur syns inte eftersom den skyms av Stóri Drangur. Bakom den skymtar Tindhólmur fram.

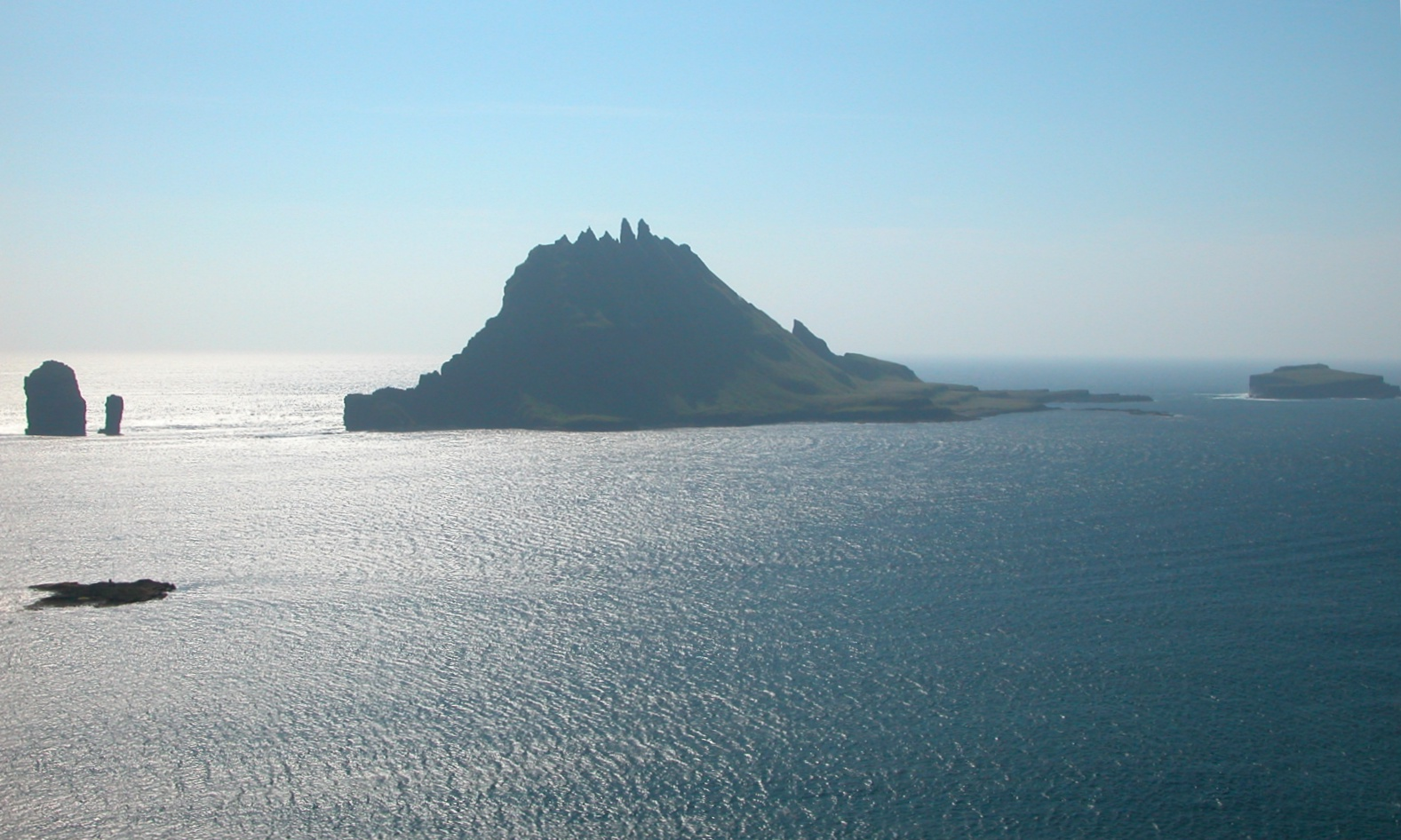
Drangarnir, Tindhólmur och Gáshólmur sedd ur nordlig synvinkel.

Drangarnir är samlingsnamnet för två klippöar (eller abrasionsvittnen) mellan holmen Tindhólmur och ön Vágar på Färöarna. Det individuella namnen för öarna är Stóri Drangur (Stora klippan) och Lítli Drangur (Lilla klippan).